# Comuna de Ozimek
Ozimek (polaco: Gmina Ozimek) é uma gminy (comuna) na Polónia, na voivodia de Opole e no condado de Opolski. A sede do condado é a cidade de Ozimek.
De acordo com os censos de 2004, a comuna tem 21 148 habitantes, com uma densidade 167,2 hab/km².

## Área
Estende-se por uma área de 126,5 km², incluindo:
- área agrícola: 31%
- área florestal: 58%

## Demografia
Dados de 30 de Junho 2004:
|                      | Total   | Total | Mulheres | Mulheres | Homens  | Homens |
| -------------------- | ------- | ----- | -------- | -------- | ------- | ------ |
|                      | pessoas | %     | pessoas  | %        | pessoas | %      |
| População            | 21 148  | 100   | 10 767   | 50,9     | 10 381  | 49,1   |
| Densidade (pop./km²) | 167,2   | 100   | 85,1     | 85,1     | 82,1    | 82,1   |

De acordo com dados de 2002, o rendimento médio per capita ascendia a 1072,33 zł.

## Subdivisões
- Antoniów, Biestrzynnik, Chobie, Dylaki, Grodziec, Krasiejów, Krzyżowa Dolina, Mnichów, Pustków, Schodnia, Szczedrzyk.

## Comunas vizinhas
- Chrząstowice, Dobrodzień, Izbicko, Kolonowskie, Strzelce Opolskie, Turawa, Zębowice